# Derniéra

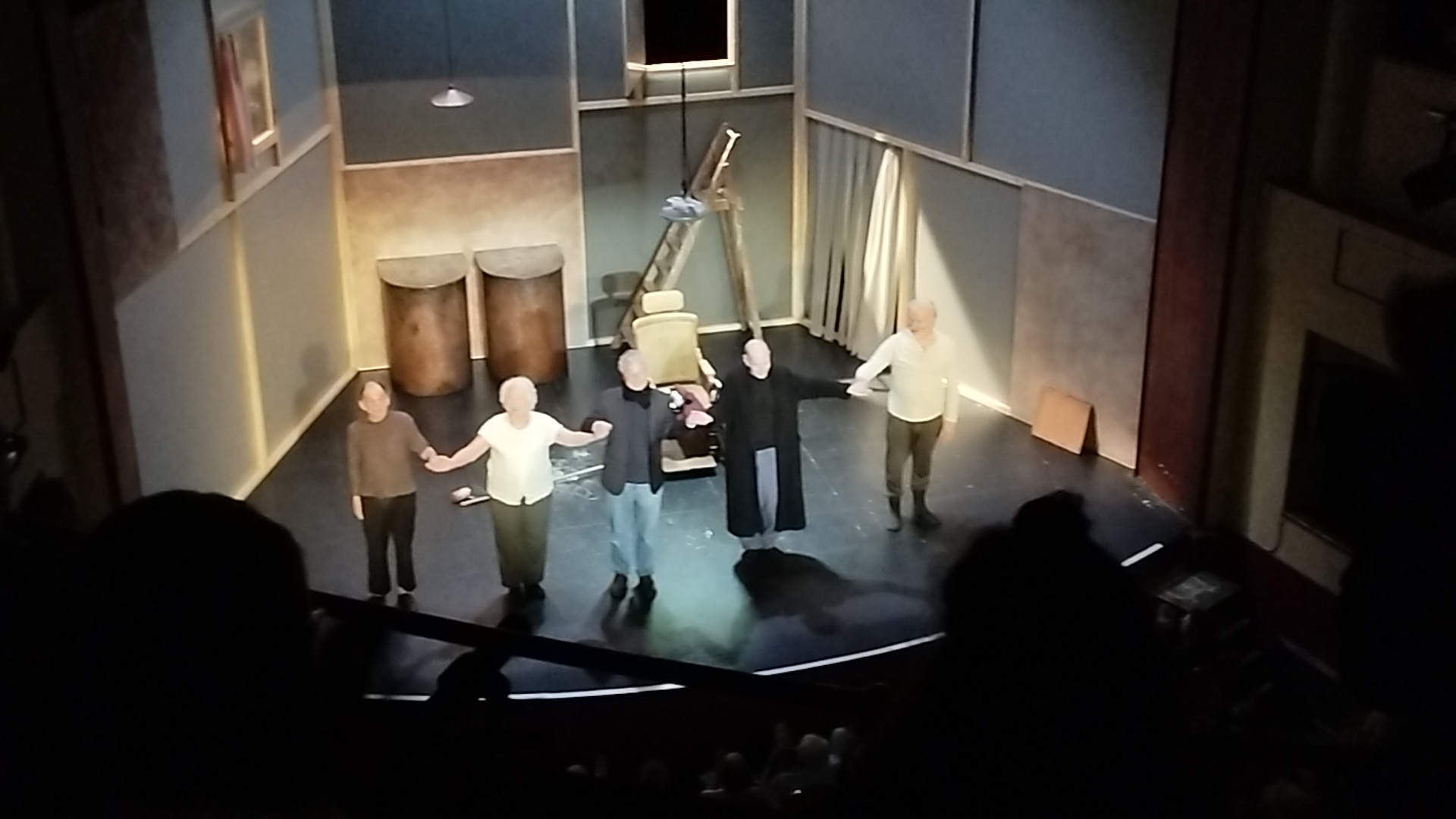
Loučení herců na derniéře hry Samuela Becketta Konec hry (Paříž, 2023)

Jako derniéra se označuje poslední představení daného divadelního či filmového díla. Jedná se tak o protiklad premiéry. 

## Související výrazy
- Jakožto předpremiéra nebo premiéra je označováno vždy úplně první představení.
- Všechna ostatní představení mezi premiérou a derniérou (první a další opakování) se nazývají reprízy (derniéra sama je vlastně vůbec poslední repríza).

Vzhledem k okolnostem mívají divadelní derniéry slavnostnější ráz než obyčejné reprízy.
Pojem se může vyskytovat i v jiných souvislostech, například při akcích, které jsou pořádány v souvislosti posledního dne výstav apod.